# 음치는 없다 엑시트

《음치는 없다 - 엑시트》는 KBS 2TV에서 설특집으로 방영된 텔레비전 프로그램이다. 2부작 파일럿 편성했으나, 이후 정규 편성의 불발되었다. 

## 기획 의도
연예계 대표 음치 스타들과 국내 최고 실력파 가수들이 1:1 맞춤 트레이닝을 통해 음치 탈출에 도전, 출연자 간의 꿀 케미는 물론 함께 만든 기적의 무대를 통해 재미와 감동을 선사하는 음악 예능 프로그램.

## 방송 시간
| 방송 채널 | 방송 기간       | 방송 시간                                             |
| KBS 2TV   |                 |                                                       |
| --------- | --------------- | ----------------------------------------------------- |
| KBS 2TV   | 2020년 1월 24일 | 1부: 금요일 오후 17시 50분 2부: 금요일 오후 19시 05분 |

## 출연자

### 진행
- 김준현

### 패널
- 홍경민
- 김태우
- 노라조
- 황치열
- 홍진영

### 참가자
- 김응수
- 소유진
- 이미도
- 강성태
- 이혜성

## 시청률
| 회차 | 방송일   | AGB 시청률     |
| 회차 | 방송일   | 대한민국(전국) |
| ---- | -------- | -------------- |
| 1    | 1월 24일 | 2.6%           |
| 1    | 1월 24일 | 3.2%           |
| 2    | 1월 24일 | 4.3%           |
| 2    | 1월 24일 | 7.3%           |